# Station Sainte-Gauburge
Station Sainte-Gauburge is een spoorwegstation in de Franse gemeente Sainte-Gauburge-Sainte-Colombe.